# Cosmos Engineering
Cosmos (Космос) — з 1918 року англійський виробник авіаційних двигунів та автомобілів. Штаб-квартира розташована в місті Бристоль. У 1920 році компанію купує фірма Bristol Aeroplane Company, і виробництво автомобілів припинилося.

## Заснування компанії. Початок виробництва автомобілів CAR
У 1919 році на автосалоні в Лондоні публіці, яка протягом майже п'яти років не могла придбати нові машини, було представлено кілька новинок. Серед цікавих новинок був автомобіль марки CAR, представлений фірмою Cosmos Engeneering Co Ltd, яка перебувала в промисловій зоні Бристоля - Фішпаундс, на старовинній вулиці Лодж Коусвей. Раніше ця вулиця була дорогою, на ній ще в середині 10 століття був убитий англійський король Едмунд Чудовий. Коли той наказав забратися злодієві з його очей, у відповідь злочинець зарубав вінценосну особу мечем на очах його свити.
Автомобіль CAR 11.9HP мав радіальний трициліндровий двигун повітряного охолодження об'ємом 1.2 л і потужністю 16 к.с.. Автором був Альфред Хьюберт Рой Федден, авіаційний інженер, який під час війни створив двигуни Cosmos Mercury і Cosmos Jupiter, останній при дев'яти циліндрах мав 36 клапанів. У автомобіля ребристі циліндри були виконані з чавуну, діаметр і хід алюмінієвих поршнів дорівнювали 80 мм, клапани розташовувалися у відлитих з алюмінію голівках циліндрів. Охолодження двигуна було повітряним. Щоб мотор не перегрівався, спереду, за ґратами фальшрадіатора, був встановлений потужний шестилопатевий вентилятор. Назва CAR розшифровувалася як Cosmos Air-cooled Radial.

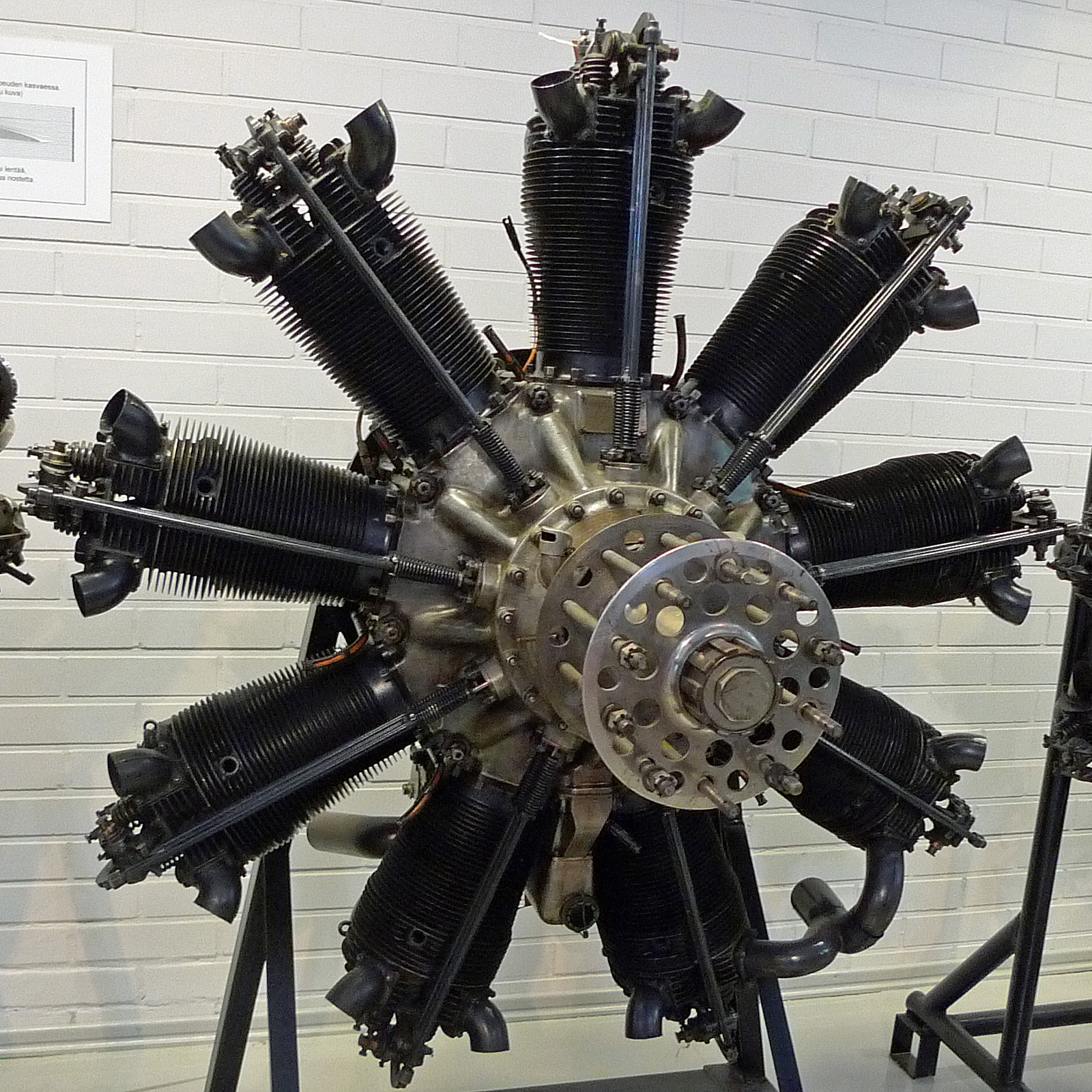
Двигун Bristol Jupiter конструкції Роя Феддена

Система живлення складалася з трьох трубок, які йшли до двигуна від розподільчої коробки, вінчав яку карбюратор Ware. Запалювання здійснювалося від котушки запалювання і акумулятора, трансмісія була триступінчастою. Коробка передач кріпилася до рами важелями спереду і ззаду кріпилася до однієї з трьох трубчастих поперечок рами. Підвіска автомобіля теж була унікальною, задня була побудована за патентом Адамса, вона мала два підковоподібних важеля, які з'єднувалися з горизонтальною поперечно розташованою пружинною, що висіла над задньою частиною рами, така ж була у "циклокарів" марки Douglas. Рульове управління "типу черв'як і ролик" мало поперечні рульові наконечники. Диски автомобіля були пресованими з металу, стилізовані спиці на них дозволяли зробити диск легшим, при цьому він був жорсткішим. Аналогічну конструкцію дисків через майже 40 років застосував Колін Чапман на своїх Lotus. Цей дизайн приписують йому, хоча, крім Cosmos, в 1919 році дуже схожі колеса стояли і на іншому експонаті лондонського автосалону - Enfield Allday.

## Автомобілі Cosmos. Закриття компанії
На початку 1920 року назва продукції було змінена на Cosmos, оскільки англійською CAR означає "автомобіль". Виходило, що на питання у людини, на чому він їздить, доводилося відповідати тавтологією. Тому, щоб уникнути цього, від торговельної назви CAR було вирішено відмовитися.
Коштував цей невеликий автомобіль трохи більше 200 фунтів, за ці гроші можна було купити або мотоцикл, або простенький трицикл, але ніяк не повноцінний чотириколісний автомобіль, у якого було три місця. Більш того, сидіння оброблялися свинячою шкірою. Але якщо в той час синтетичних матеріалів ще не було, і шкіра була звичайним матеріалом обробки, то наявність декору з полірованого червоного дерева для автомобіля такого класу вважається унікальною. Планувалося випускати до 200 автомобілів на тиждень, проте машина, яка мала ряд переваг, на чолі яких була низька ціна, протрималася у виробництві тільки до літа 1920 року. Справа в тому, що автомобілі були побічним продуктом компанії, яка в основному займалася виробництвом авіаційних моторів, а попит після війни на них різко впав. Влітку 1920 року фірму Cosmos Engeneering Co Ltd викупила компанія Bristol Aeroplane Company, яка сама тільки пережила реструктуризацію за допомогою Військового відомства, яке тепер хотіло зберегти потужності фірми Cosmos. У підсумку колишній British and Colonial Aeroplane Co (засновники фірми до літаків займалися виробництвом трамваїв) придбав не тільки додаткові потужності, але й талановитий штат конструкторів на чолі з Роєм Федденом.

## Рой Федден
Федден народився в 1885 році в бристольській сім'ї, що вела свій родовід з початку 17 століття. Коли йому було чотири, його батько купив Decauville - один з чотирьох автомобілів в місті на той час. У 1903 році він пішов вчитися на інженера. Через три роки, отримавши диплом, він побудував свій перший автомобіль, невеликий двомісний екіпаж він назвав "Трилисником", тобто Shamrock. Машина мала 2-літровий чотирициліндровий двигун, потужністю 20 к.с., родзинкою була наявність диференціала, від якого до задніх коліс відходили півосі. Зазвичай у автомобілів того часу не було розрізного заднього моста, проте мотор був традиційної конструкції, тобто циліндри були відлиті в два з'єднаних між собою блоки.

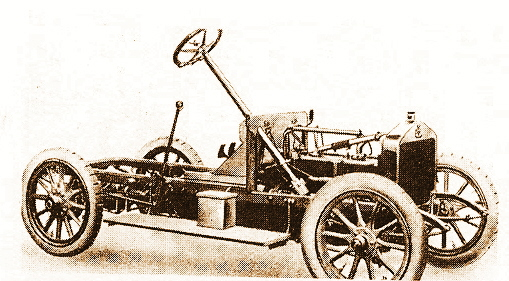
Шасі Brazil Straker 12/14HP Shamrock

Його дітище побачив місцевий бізнесмен ірландського походження, якому було всього 21 рік - Джон Брейзіл, який і викуповує право на виробництво конструкції. Так машина стала виготовлятися під маркою Brazil Straker, фірма була заснована ще в 1893 році як Owen, Brazil and Co. Займалася вона спочатку паровими двигунами і транспортними засобами з цими двигунами.
Перший серійний зразок машини був представлений восени 1907 року, ціна була оголошена на рівні 250 фунтів, що було приблизно вдвічі нижче від ціни продукції конкурентів, тому не дивно, що фірмі Brazil, Straker and Co (перейменована в 1907 році) вдавалося продавати до 600 автомобілів на рік. У 1913 році фірма стала збирати машини для компанії Straker-Squire Ltd, яка виготовляла свою продукцію з 1901 року. У 1914 році, все ще працюючи на Brazil Straker, Федден відвідує німецькі заводи, він знайомиться з культурою виробництва і технологіями фірм Bosch і Daimler Cannshtadt Gmbh. З початком Першої світової війни Brazil Straker почав виготовляти комплектуючі для авіаційних моторів Rolls-Royce, а в 1917 році почалася збірка авіаційних двигунів конструкції Феддена. У січні 1919 року фірму викупила компанія Cosmos Engineering, головою компанії став Корі Йео, в раді директорів були Джон Брейзіл і Рой Федден. Через півтора року не стало і фірми Cosmos. Після того, як вона влилася в Bristol Aeroplane, Федден став одним з ключових інженерів цієї компанії.
Після Другої світової війни Радянський Союз став власником потужностей фірми BMW в Айзенаху, керівництво СРСР вирішило продовжити виробництво автомобілів в Айзенаху. А в 1947 році Bristol Aeroplane Company стала випускати власні автомобілі, які виявилися технічними копіями німецьких BMW, навіть зовнішність не далеко пішла від прообразів, зберігши характерні ніздрі німецької марки. Однак СРСР ніяких претензій не висував британській компанії.
Федден на той час уже покинув пост головного інженера в Bristol, ще в 1942 році. Через деякий час після того, як його посвятили в лицарі, він, пославшись на втому, покинув авіаційну компанію. Разом з ним пішло кілька інженерів, і вже в 1943 році вони вирішують створити свій автомобіль, схожий на німецький KdF-Wagen. Після війни Міністерство авіаційної промисловості Великої Британії направило Феддена в Німеччину, щоб той підготував звіт про цікаві з його точки зору конструкції в авіації, які були розроблені німецькими компаніями, що працювали на нацистський режим Німеччини. У Німеччині Федден знайомиться з майором Айваном Хірстом, завдяки якому і відновилося виробництво KdF-Wagen, але під назвою Volkswagen Type 1. Спочатку Хірст повинен був відповідати за розмінування заводу, але в тайниках ним були виявлені передсерійні прототипи автомобіля, яким він вирішив дати шанс на життя. Наймасовіший післявоєнний автомобіль не захотіла брати як репарації жодна з американських і британських компаній. Так що судилося "Жуку" залишатися німецьким автомобілем.

## Компанія Roy Fedden. Автомобілі Fedden
Федден, повернувшись з Німеччини до Великої Британії, привіз один з двох збережених комплектних Volkswagen Type 1, який він і його команда почала вивчати. Незабаром Сер Федден заснував власну компанію - Roy Fedden Ltd. В команді Феддена був Гордон Уілкінсон, інженер і автомобільний журналіст, якого в 1938 році запросили до Німеччини на прем'єру KdF-Wagen. Поки йшли роботи над власним проектом, Федден вирішив підзаробити на продажу Volkswagen. Його компанія замовила 60 автомобілів у німецького заводу, що відновив свою діяльність. Однак німецькі машини нікому в Англії не були потрібні. По-перше, у людей не було грошей, по-друге, були сильні антинімецькі настрої в суспільстві через війну.
У 1947 році прототип був готовий, в якому практично нічого не повторювало конструкцію німецької машини.
Сер Федден залишився вірним радіальному двигуну, тільки тепер трициліндровий агрегат, об'ємом 1.5 л, розмістили позаду задньої осі. Родзинкою цього мотора була відсутність клапанів, тобто це був золотниковий мотор. Вперше Федден сконструював такий авіаційний мотор ще в 1934 році, називався він Bristol Aquila, потім з'явилися більш потужні варіанти. Живив цей двигун здвоєний карбюратор, в результаті з нього вдалося зняти 72 к.с., але при цьому крутити мотор доводилося до 5000 об/хв. Але, не дивлячись на достатню потужність, машина виявилася тихохідною, розганяючись всього до 100 км/год. Двигун і коробка передач були змонтовані на підрамнику, який можна було швидко демонтувати від кузова. Підвіска всіх коліс була незалежною, як пружини використовувалися гідропневматичні елементи Lockheed-Thornhill. У шасі автомобіля широко використовувалися алюмінієві сплави. Одним з інженерів фірми був Алек Моултон, молода людина, яка пізніше створила відому підвіску BMC - "гідроластик", яка відома по Mini та інших моделях цього британського концерну. Кузов, спроектований Гордоном Уілкінсоном, нагадував кузов тодішнього Jowett Javelin, але вміщував він в себе аж шість пасажирів.
Крім цього, планувалося випускати ще три моделі: 2EX - 2-літровий автомобіль з переднім розташуванням двигуна; Model 2 - подовжений варіант 1EX, у якого об'єм мотора становив би 2.5 л; і Model 4 - 1.5 л машина, яка була зовні схожа на німецький VW Type 1 (він же "Жук"). Єдиний прототип, як показали випробування, мав надлишкову обертальність (задня частина була перевантажена), трициліндровий мотор сильно вібрував та мав проблеми з охолодженням, часто перегріваючись. Тому проект виявився мертвонародженим, у післявоєнній Британії була нестача прокатної сталі, нафтохімічної та іншої продукції, так що Міністерство промисловості відмовилося виділити матеріали новоспеченій фірмі, таким же чином було поховано ще 38 проектів інших британських компаній.
Чергове автомобільне дітище авіаційного генія зазнало фіаско, у квітні 1947 року Федден змушений був почати ліквідацію своєї фірми.

## Список автомобілів CAR
- 1919 - CAR 11.9HP

## Список автомобілів Cosmos
- 1920 - Cosmos 11.9HP

## Список автомобілів Fedden
- 1947 - Fedden 1EX (прототип)
  - Fedden 2EX (прототип)
  - Fedden Model 2 (прототип)
  - Fedden Model 4 (прототип)